# カス郡 (ノースダコタ州)
カス郡（英: Cass County）は、アメリカ合衆国ノースダコタ州の南東部に位置する郡である。人口は18万4525人（2020年） 。郡庁所在地は州内第1の都市であり成長速度も高いファーゴである。カス郡はミネソタ州に跨るファーゴ都市圏を構成している。

## 歴史
カス郡は1872年にダコタ準州議会が創設した最初の郡の1つである。郡政府は1873年10月27日のファーゴでの集会で初めて組織化された。郡名は鉄道会社の役員だったジョージ・ワシントン・カスに因んで名付けられた。

## 郡政府
カス郡は郡政府委員会によって治められており、委員は4年間任期である。その他に選挙で選ばれる役人は郡監査官、記録官、保安官、州検事および財務官である。指名される役人としては、管理官、農業相談員、税同等化支配人、高規格道路技師、情報技術調整官、公共事業事務官、退役軍人事務官および雑草防除事務官がいる。
| 地区 | 郡政委員                   | 着任年 | 現行任期 |
| ---- | -------------------------- | ------ | -------- |
| 1st  | スコット・ワグナー         | 2000   | ????     |
| 2nd  | バーン・ベネット           | 2002   | ????     |
| 3rd  | ケン・ポールック           | 2004   | ????     |
| 4th  | ダレル・バンヨー（副議長） | 2002   | ????     |
| 5th  | ロビン・ソーラム（議長）   | 2000   | ????     |

## 地理
アメリカ合衆国国勢調査局に拠れば、郡域全面積は1,768平方マイル (4,579.1 km2)であり、このうち陸地は1,765平方マイル (4,571.3 km2)、水域は3平方マイル (7.8 km2)で水域率は0.15%である。

### 主要高規格道路
| - 州間高速道路29号線 - 州間高速道路94号線 - アメリカ国道10号線 - アメリカ国道52号線 | - アメリカ国道81号線 - ノースダコタ州道18号線 - ノースダコタ州道38号線 - ノースダコタ州道46号線 |

### 隣接する郡
- トレイル郡 - 北
- ノーマン郡 (ミネソタ州) - 北東
- クレイ郡 (ミネソタ州) - 東
- リッチランド郡 - 南東
- ランサム郡 - 南西
- バーンズ郡 - 西
- スティール郡 - 北西

## 人口動態
以下は2000年国勢調査による人口統計データである。
| 基礎データ - 人口: 123,138人 - 世帯数: 51,315 世帯 - 家族数: 29,814 家族 - 人口密度: 27人/km2（70人/mi2） - 住居数: 53,790軒 - 住居密度: 12軒/km2（30軒/mi2） 人種別人口構成 - 白人: 95.10% - アフリカン・アメリカン: 0.81% - ネイティブ・アメリカン: 1.08% - アジア人: 1.26% - 太平洋諸島系: 0.03% - その他の人種: 0.43% - 混血: 1.29% - ヒスパニック・ラテン系: 1.23% 先祖による構成 - ドイツ系：34.1% - ノルウェー系：32.4% 年齢別人口構成 - 18歳未満: 23.4% - 18-24歳: 16.0% - 25-44歳: 31.3% - 45-64歳: 19.6% - 65歳以上: 9.7% - 年齢の中央値:31歳 - 性比（女性100人あたり男性の人口） - 総人口: 100.3 - 18歳以上: 99.5 | 世帯と家族（対世帯数） - 18歳未満の子供がいる: 29.9% - 結婚・同居している夫婦: 47.3% - 未婚・離婚・死別女性が世帯主: 7.6% - 非家族世帯: 41.9% - 単身世帯: 31.2% - 65歳以上の老人1人暮らし: 7.6% - 平均構成人数 - 世帯: 2.32人 - 家族: 2.98人 収入と家計 - 収入の中央値 - 世帯: 38,147米ドル - 家族: 51,469米ドル - 性別 - 男性: 32,216米ドル - 女性: 22,300米ドル - 人口1人あたり収入: 20,889米ドル - 貧困線以下 - 対人口: 10.1% - 対家族数: 5.7% - 18歳未満: 9.1% - 65歳以上: 8.1% |

## 都市と町

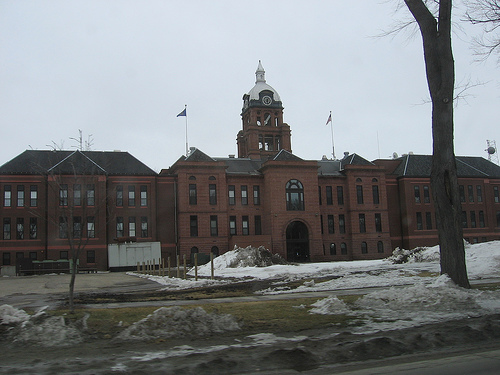
カス郡庁舎

### 都市
都市名の後の数字は2010年国勢調査での人口を示す。
| - 1. ファーゴ 105,549 - 郡庁所在地 - 2. ウェストファーゴ 25,830 - 3. ホレイス 2,430 - 4. カッセルトン 2,329 - 5. メイプルトン 762 - 6. ハーウッド 718 - 7. キンドレッド 692 - 8. リールズエーカーズ 513 - 9. アーガスビル 475 - 10. アーサー 337 - 11. オックスボウ 305 - 12. ハンター 261 - 13. タワーシティ 253 | - 14. ダベンポート 252 - 15. ペイジ 232 - 16. レナード 223 - 17. フロンティア 214 - 18. バッファロー 188 - 19. グランディン 173 - 20. アメニア 94 - 21. ガードナー 74 - 22. ブライアーウッド 73 - 23. プレーリーローズ 73 - 24. ノースリバー 56 - 25. アリス 40 - 26. エアー 17 |

注: ノースダコタ州の法人化された自治体は、その大きさに拠らず全て「市」になる

### 国勢調査指定地域
- エリー
- ホィートランド

### その他の町
- アブサラカ

### 郡区
| - アディソン - アメニア - アーサー - エアー - バーンズ - ベル - バーリン - バッファロー - カッセルトン - チャフィー | - クリフトン - コーネル - ダベンポート - ドーズ - ダービン - エルドレッド - エンパイア - エリー - エベレスト - ファーゴ | - ガードナー - ジル - ガンケル - ハーモニー - ハーウッド - ハイランド - ヒル - ハウズ - ハンター - キニオン | - レイク - レナード - メイプルリバー - メイプルトン - ノーブル - ノーマナ - ペイジ - プレザント - ポンティアック - レイモンド | - リード - リッチ - ロチェスター - ラッシュリバー - スタンレー - タワー - ウォルバーグ - ウォーレン - ワトソン - ホィートランド | - ワイザー |